# Max Leiva
Max Leiva (nascido em 17 de janeiro de 1966) é um ex-ciclista guatemalense que competiu no ciclismo nos Jogos Olímpicos de Verão de 1984 e 1988, representando a Guatemala.